# Tempellemahbang
Tempellemahbang is een bestuurslaag in het regentschap Blora van de provincie Midden-Java, Indonesië. Tempellemahbang telt 3204 inwoners (volkstelling 2010).